# 東京うど

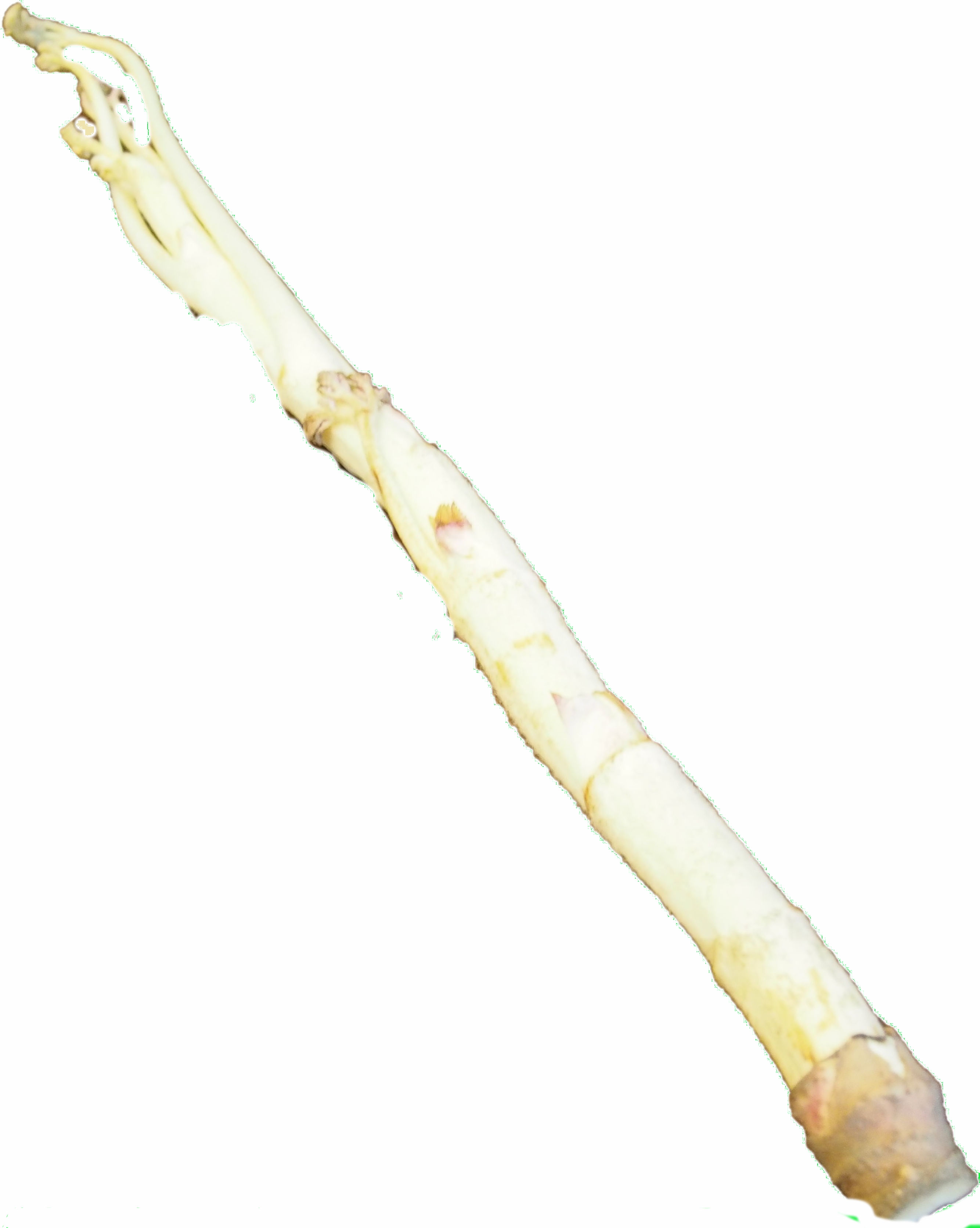
東京うど

東京うど（とうきょううど）は、東京都内で生産される野菜（うど）である。もともとは山野に自生していたうどが、尾張国で栽培されるようになったといわれ、その後江戸時代後期の文化年間（1804年から1818年まで）に江戸にも広まったと伝えられる。第2次世界大戦中に穴蔵での栽培法が試みられ、終戦後に穴蔵軟化法による軟白栽培法が確立した。当初は上井草村（現在の杉並区西荻北及び善福寺付近）と吉祥寺村（現在の武蔵野市の一部）及び現在の練馬区西部が一大産地であった。その後北多摩方面に主要産地を移して、東京特産の「東京うど」として「江戸東京野菜」に認定されている。

## 歴史
うどは、東洋原産でウコギ科タラノキ属に属する多年草である。うどは、フキやワサビなどとともに日本原産である数少ない野菜とされる。北海道から九州に至る日本各地に自生し、中国や朝鮮にも広く分布する。
日本では古代から自生のものが山菜として食されていたが、栽培されるようになった経緯は明らかではない。一説には、10世紀頃からすでに栽培が始まっていたともいわれる。最も古い栽培の記録は尾張国のもので、その後江戸時代後期に江戸に移入された。うどはアワ、ヒエ、ソバ、ムギ、サツマイモ、ラッキョウなどとともに、武蔵野台地の水の乏しい乾燥した畑作地で多く栽培された。
1924年（大正13年）の『東京府農会報』では、菱山萬三郎という人物が「豊多摩郡に於ける土当帰（うど）の栽培起源は文化年間の頃より栽培せられしも、確然たるは今より百年前井荻村大字上井草、古谷岩右衛門氏尾張付近より此の方法を習い、其の後優良なる結果を得、爾来各町村に伝播し、今や郡内特産物の一となるに至れり」と記述した。『東京府農会報』より100年以上前の1820年（文政3年）に植田孟縉が著した『武蔵名勝図会』では、「野方領の村々にても出し、武蔵野新田にも作る」との記述があった。当初は上井草村、吉祥寺村及び現在の練馬区西部が一大産地であり、産地の名をとって「井荻うど」、「吉祥寺うど」と呼ばれていた。
初期の産地の1つである吉祥寺村では、西に約10キロメートル離れた所沢（現在の所沢市北原地区）からうどの実生苗を毎年買い付け、天秤棒や馬で運搬して村へ持ち帰っていた。苗は4月に畑に植え付け、11月に葉や茎が全部枯れた頃を見計らって根株を掘り出した。掘り出した根株は幅と深さがそれぞれ60センチメートルほどの溝穴中にすき間なく並べて、その上から土をかぶせた。この方法で光を当てずに茎を白く伸ばしたうどを栽培し、「もやしうど」（軟化うど）を作り出した。この方法で栽培されたうどは、初物を粋と考えた江戸の人々に喜ばれて俳句や川柳の題材にもなった。このうどの品種は「所沢うど」と呼ばれ、幕末から明治中期が最盛期であった。
所沢うどに続いて主力品種となったのは、「寒うど」と呼ばれる品種である。寒うどは、1960年代の半ばまで栽培されていた。第2次世界大戦に突入して食糧事情が悪化するにつれて、うどの栽培は一時期途絶えた。ただし、武蔵野市でうど栽培を手がけていた高橋米太郎はひそかに栽培を続けていた。高橋はもし戦争に勝利したならば、祝賀会への需要でうどは高く売れるに違いないと考えて種株を残していた。1943年（昭和18年）に高橋は人目を避けてうどの軟化を試みるために、屋敷内にあったクワの葉の貯蔵用の穴蔵を用いた。その結果、良いできばえのうどを収穫することに成功した。
第2次世界大戦終戦後の1948年（昭和23年）から、高橋は横穴を掘って穴蔵でのうど軟化法の研究に本腰を入れて取り組んだ。1951年（昭和26年）の1月になって、軟化うど560キログラムを今までより1月も早く市場に出荷した。高橋の出荷した軟化うどは全く土がついておらずまっすぐに育っていて、そのできばえの良さに卸売りの業者たちは高い評価を与えたという。高橋の考案したうど軟化法は北多摩地域に広まり、1955年（昭和30年）に実用新案を申請し、1960年（昭和35年）に「軟白野菜促成穴蔵」として認可を受けた。この軟化法は他の産地にない独特のもので、軟化うどは日本料理向けの高級食材として受け入れられた。
都市化が進んでうどの産地が西へと移り始めた1951年（昭和26年）、高橋遼吉（高橋米太郎の親戚筋にあたる）が春うどを年末の高値で取引できる時期に出荷する方法を発案した。それは寒い時期が早く来る高冷地で種株を栽培すれば、休眠時期が早くなるためその終わりも出荷も早くなるということであった。この発案は翌年実行に移され、群馬県の嬬恋村で「愛知坊主」という種類の種株が委託栽培され、成長したうどを東京に持ち帰って穴蔵で軟化栽培した。高橋遼吉の発案は成功し、出荷時期を約1か月早めることができた。この発案はうど生産組合や農地の減少に悩んでいた北多摩地域の農家がただちに取り入れ、嬬恋村のような高冷地で種株を栽培してから平地にある穴蔵に植え替えて軟化する「リレー栽培（リレー生産）」が確立した。このリレー栽培は北多摩地域の農家はもとより、長野や群馬などの高冷地の農家においても有利な農業経営ができるという大きな利点があった。
リレー栽培の普及については北多摩地域を担当していた農業改良普及員の貢献も大きく、長野・群馬・山梨・栃木・福島の高冷地での種株委託栽培のとりまとめにも功績があった。リレー栽培以外でも寒うどに替わる優良品種（愛知県原産の愛知紫系統）の導入や穴蔵軟化法の改良と普及、夏うどの大阪市場への販路拡大などに幅広い情報を駆使して行動した。また、1961年（昭和36年）頃からジベレリン（植物ホルモン剤）処理による休眠短縮の技術が開発され、12月から1月の出荷が可能になった。
1958年（昭和33年）、立川市砂川の高橋正直と山本一男が畑でのうど根株掘り取り機を発明した。うどは夏場には葉茎を大きく広げる植物の上、連作障害を起こしやすいために畑には広大な面積が必要である。秋冬にその広大な畑を鍬で掘り返して根株を掘り取るのは重労働であり、そのため農家はうどの作付面積を制限せざるを得なかった。2人の発明したうど根株掘り取り機は耕運機を改良したもので、これによって作付面積の問題は解決を見た。
第2次世界大戦終戦後に、東京都内のうど生産者組合が1950年（昭和25年）から5年ほどの間に各市町別に設立された。武蔵野市東京うど組合を始めとして、各生産者組合は種苗の共同購入や栽培出荷についての
研究、品評会、リレー栽培委託や共販等の事業に取り組んだ。1954年（昭和29年）に、各組合は規格統一や販売面での体制強化などをめざして「東京うど生産組合連合会」を結成した。
江戸時代後期に始まったうど栽培は、多くの関係者の品種改良や栽培技術改善にかける努力によって北多摩地域を品質・生産量ともに日本一のうど産地とした。高度成長期には高級食材として高値で取引され、「うどで蔵が建つ」といわれるほどであった。
しかし、うどの栽培地は農地の宅地化や都市化の進行によって栽培面積の減少が進んだ。さらには長年の連作で畑の生産力が低下したことや、地球温暖化の影響で寒暖の差が小さくなったこと、天井が低く、階段の昇降をも伴う穴蔵での重労働や生産の担い手である農家の高齢化の進行など、複数の要因が重なって栽培の継続が困難になっていった。消費者の嗜好の変化（日本料理から洋風料理への需要の移行）もあって、うど自体の価格も下落した。栽培初期からの産地であった杉並区上井草付近では1975年（昭和50年）頃を境に栽培が見られなくなり、武蔵野や練馬周辺にかつては100軒ほどあった栽培農家も、2014年（平成26年）の時点では5軒ほどに減ってしまった。
2011年（平成23年）に、JA東京中央会は「江戸東京野菜」を商標登録した。東京都内で生産されるうどは江戸東京野菜の1種として「東京うど」の名で呼ばれるようになり、特産野菜としてその知名度を高めた。東京うどは東京うど生産組合連合会によって規格が統一され、規定の箱に入れる出荷の目安は約80センチメートルである。穴蔵軟化法によって白く育った姿と歯ざわりと香りのよさなどが評価され、日本料理向けの高級食材として利用される他に、洋風料理や中華料理などにも合う。東京うどは江戸東京野菜普及推進連絡協議会により江戸東京野菜として認定され、旬の野菜を食べるイベントで使われたり、都市農業の活性化を目指すNPO法人によってセミナーの題材として取り上げられたりしている。東京うどの産地の1つである立川市では、うどによる「街おこし」をめざして「うどラーメン」、「うどパイ」、「うどせんべい」などを開発している。
1965年（昭和40年）、武蔵野市境地区を流れる玉川上水に橋がかかった。その名を「うどばし」といい、橋の脇の「うどばし子供遊園地」には「うど記念碑」がある。この橋をかけた6人の地主のうちの1人が、穴蔵軟化法を考案した高橋米太郎であった。このうど記念碑は、武蔵野のうどの記念となるものを残したいという高橋の想いが実現したものであった。この「うど記念碑」の他に、JA東京グループが杉並区善福寺の井草八幡宮に「井荻うど」、武蔵野市吉祥寺東町の武蔵野八幡宮には「吉祥寺うど」の屋外説明板を設置している。

## 栽培品種の変遷
最初期の栽培品種である所沢うどは、実生での繁殖のため生育こそ不ぞろいだったが正月出荷が可能な早生の品種であった。ただし品質は悪く、手（葉柄）ばかり出すために「乞食うど」とも呼ばれたという。
所沢うどに続いて主力品種となったのは、「寒うど」と呼ばれる品種である。原産地は北海道といわれ、「赤芽種」、「白芽種」、「ローソク」という3種に大別された。この3種の中では、安行村から導入された赤芽種が最も古くから栽培されていた。赤芽種は極早生種で品質は柔らかくて良いが、収量が少なかった。白芽種は下総から伝えられたといい、こちらも品質は良かった。ローソクは白芽種から出たものと推定され、品質は寒うどの中では最高級と評価されていた。寒うどの他には、晩生種で品質は中の上だが収量の多い「愛知坊主」（愛知県原産、大正末期から武蔵野、保谷、小平、練馬で栽培が始まり第2次世界大戦前に普及が進んだ）や、中晩生種で品質が極上の「伊勢白」（三重県原産、昭和初期に武蔵野、保谷、田無、練馬に入って普及が進んだ）、「愛知紫」（愛知県原産、昭和10年代の初めに武蔵野や国分寺で栽培が始まったが導入が遅かったためにあまり普及が進まなかった）などが第2次世界大戦前の主な栽培品種であった。
第2次世界大戦終戦後に導入されたのは、「紫芽白（紫白芽）」と呼ばれる品種である。紫芽白は晩生種で草勢は強く、品質こそ中の上であるが収量は多かった。紫芽白は生産者や農業試験場によって優良品種の選抜がなされ、「都」、「多摩」、「都香」などの系統が生まれた。「東京うど」として栽培され続ける品種は、みな紫芽白の系統に連なっている。

## 栽培方法
東京うどの栽培は、春、晩秋及びその後の3つの段階に大別される。春は、群馬などの高冷地にある畑でまず種株の植え付けを行う。芽のついたうどの種株を3つから4つに分割して畑に植え付けて成長させる。うどは成長旺盛な植物のため、夏には高さ約2メートルにも育つ。
東京うどの栽培では、高冷地の寒暖差を利用して早く地上部を枯らすことが重要となる。地上部が枯れると根株が休眠状態に入るため、晩秋の11月から12月頃に根株を掘り取って東京に運搬する。
根株を植えこむ穴蔵は、クワの葉の貯蔵用の穴蔵を転用したものの他に、他の野菜貯蔵用の穴蔵を利用したものや、関東ローム層の土壌に横穴を新しく掘ったものも存在する。これらの穴蔵は、年間を通して16度前後の室温が保たれている。根株を穴蔵に入れて成長させる「伏せこみ」という作業には、約30日から40日を要する。
東京うどは、毎年12月から翌年の10月初めにかけてが出荷時期である。冬場に出荷する分は、休眠を打破して成長を促すためにジベレリンを利用する。立春の頃に、掘り取った根株のうち畑に埋めておいた分を掘り出して保冷庫に移しておく。保冷庫に移した根株は、休眠期を調節した上で春季から秋季にかけての出荷分として穴蔵に植え込む。育ったうどは70センチメートルから80センチメートルのところで刈り取り、規定の箱に入れて出荷される。

## 調理法や利用
うどは約95パーセントが水分であるが、ビタミンB群（チアミン、リボフラビン）やビタミンCを含み、アミノ酸（アスパラギン酸など）が比較的に多い低カロリーの野菜である。その芳香と淡白な味わいで、消化器を刺激して食欲を増進させるといわれる。
江戸時代の1805年（文化2年）に刊行された『素人庖丁二編』という料理書には「うどの葛だまりがけ」（だし汁で煮込んだうどに葛粉を使ったあんをかけたもの）、「うどの焚き出し」（適度な長さに切ったうどの皮を剥いて酒と醤油で煮たもの）が紹介されていた。酢水にさらしたうどを酢味噌和えや天ぷらなどとして食すほかに、サラダや炒め物など、洋風や中華風の料理の食材にもよく合う。
2014年（平成26年）3月には、東京うどをテーマとしたイベントが中野区内で開催された。このとき提供された料理は、和え物などの定番料理ではなくハムとうどを一緒に挟んだサンドイッチや羊羹などであり、「意外だけど、歯ごたえや風味が楽しめた」と参加者に好評を持って迎えられた。

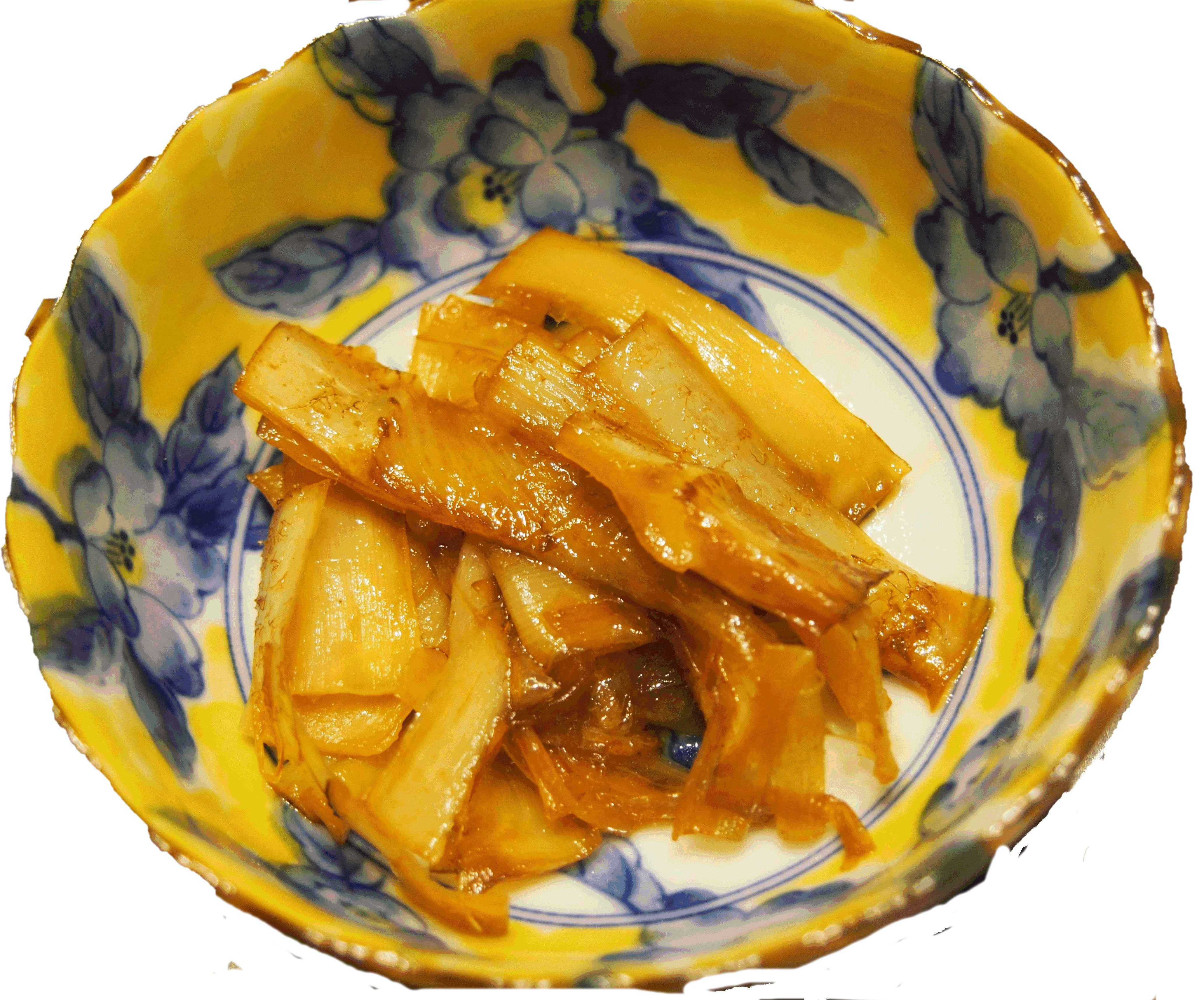
東京うどのきんぴら
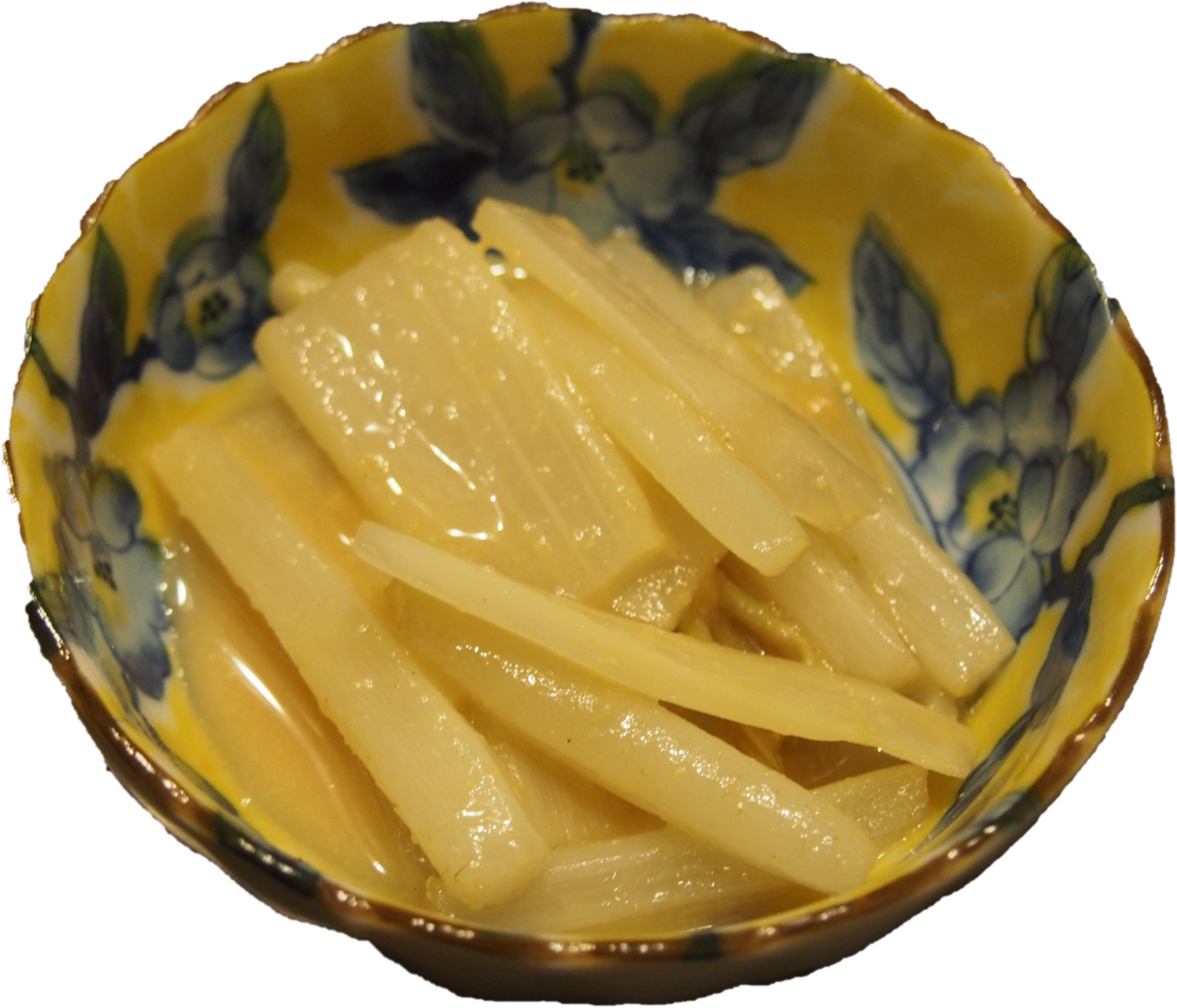
東京うどのぬた
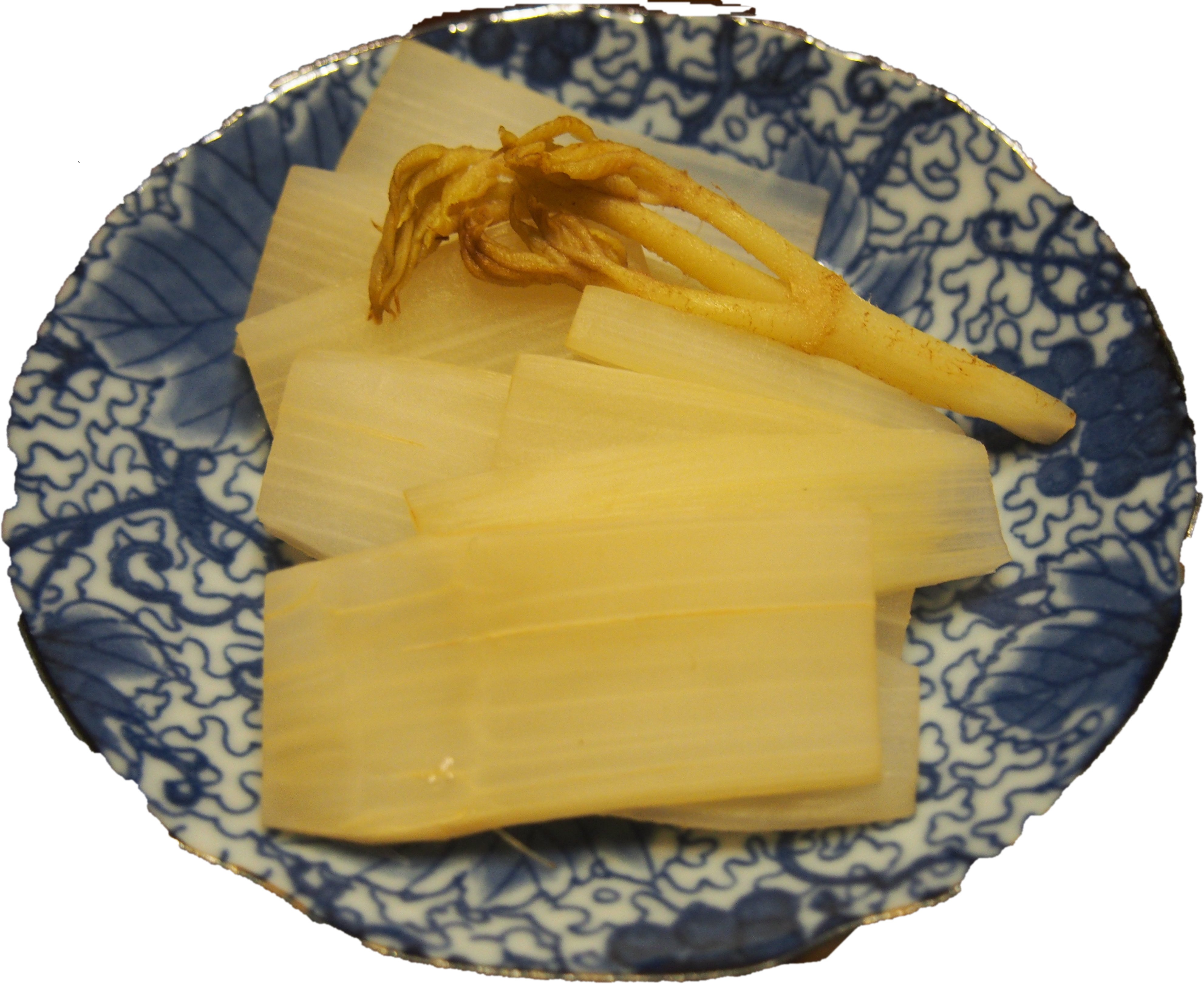
東京うどのおひたし